# Ulice i place osiedla Wojska Polskiego w Olsztynie
Ulice i place osiedla Wojska Polskiego w Olsztynie.
Nazwy ulic z okresu przed rokiem 1945 podano w języku niemieckim.

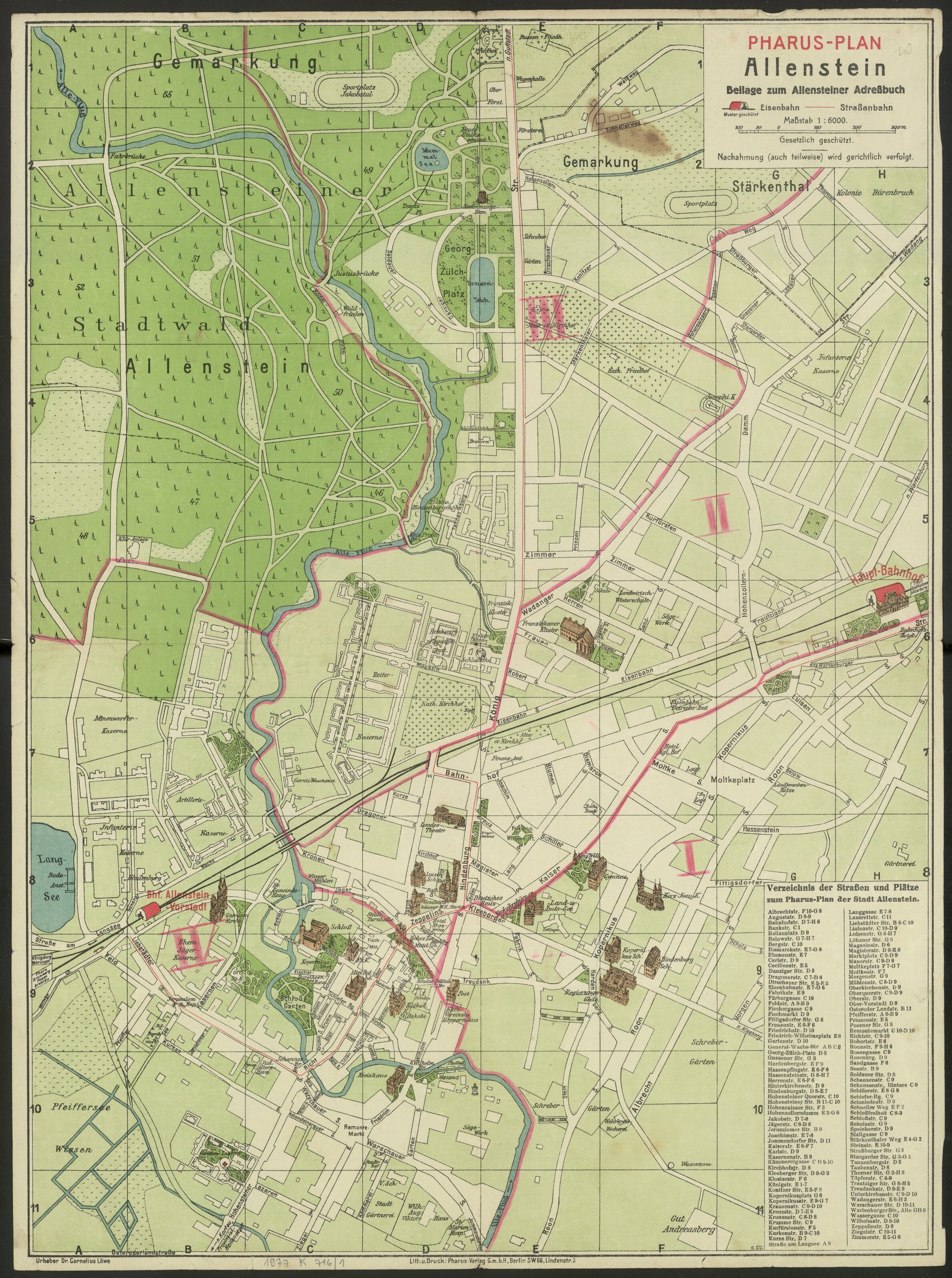
Ulice osiedla na planie Olsztyna z 1925 roku

## 15 Dywizji
Ulica 15 Dywizji łączy ulicę Kuronia i ulicę Gietkowską. Do osiedla Wojska Polskiego zalicza się jej większa część leżąca po wschodniej stronie mostu świętej Barbary nad Łyną.
Do 2012 roku stanowiła odcinek ulicy Artyleryjskiej.
Nazwa ulicy upamiętnia 15 Warmińsko-Mazurska Dywizję Zmechanizowaną, funkcjonującą w latach 1993-2000.

## Baczewskiego Jana
Ulica znajduje się w północno-wschodniej części osiedla Wojska Polskiego. Łączy Aleję Wojska Polskiego na zachodzie z ulicą Sybiraków na wschodzie, krzyżując się z ulicą Rataja. Przy ulicy znajduje się cmentarz oraz pomnik Ofiar Terroru Hitlerowskiego. Przy ulicy znajdują się budynki mieszkalne.
Nazwę ulica zawdzięcza Janowi Baczewskiemu, polskiemu działaczowi politycznemu i oświatowemu w Niemczech. W latach 1919–1920 kierował polską akcją plebiscytową na Warmii.

## Bohaterów Bitwy Warszawskiej 1920
Do roku 2021 nosiła nazwę ulicy Artyleryjskiej lub potocznie Nowej Artyleryjskiej (właściwa ul. Artyleryjska znajduje się na osiedlu Nad Jeziorem Długim). Nowa nazwa upamiętnia zwycięstwo polskie w Bitwie Warszawskiej w dniach 13-15 sierpnia 1920 roku w czasie wojny polsko-sowieckiej.
Łączy rondo Ofiar Katastrofy Smoleńskiej, będące skrzyżowaniem alei Schumana, ulicy Bałtyckiej i ulicy Szarych Szeregów na osiedlu Nad Jeziorem Długim na zachodzie z Aleją Wojska Polskiego, tuż przy wiadukcie kolejowym, na wschodzie. Stanowi część obwodnicy śródmiejskiej Olsztyna.
W ciągu ulicy znajdują się zabytkowe wiadukty nad Łyną. Ulicę przecinają szlaki  Kopernikowski i  Śliwy. Ulica biegnie również przy dawnych koszarach wojskowych i stadionu KS ‘Budowlani’.

## Dąbrowskiego Jarosława
Do roku 1945 nazwa ulicy brzmiała Magazin-Straße (ulica Magazynowa). Ulica znajduje się na południowym zachodzie osiedla Wojska Polskiego. Łączy ulicę Gietkowską na zachodzie z Aleją Wojska Polskiego na wschodzie. Przy ulicy znajduje się cmentarz św. Józefa oraz budynki mieszkalne.
Nazwę ulicy zawdzięcza Jarosławowi Dąbrowskiemu, polskiemu działaczowi niepodległościowemu i jednemu z przywódców Komuny Paryskiej.

## Dragonów
Ulica na terenie dawnych koszar dragonów. Łączy ulicę Bohaterów Bitwy Warszawskiej 1920 z ulicą Gietkowską.
Do 2012 roku stanowiła odcinek ulicy Artyleryjskiej.

## Fałata Juliana
Do roku 1945 nazwa ulicy brzmiała Waldweg (Droga Leśna). Ulica znajduje się na północy osiedla Wojska Polskiego. Przy ulicy znajdują się budynki mieszkalne.
Nazwa ulicy poświęcona jest Julianowi Fałatowi, polskiemu malarzowi pejzażyście i impresjoniście.

## Gietkowska
Ulica znajduje się w południowo-zachodniej części osiedla Wojska Polskiego. Ulica Gietkowska jest z obu krańców ulicą ślepą. W swym środkowym ciągu łączy ulice 15 Dywizji i Dąbrowskiego.
Nazwa pochodzi od podolsztyńskiej miejscowości Gutkowo (dziś również osiedle Olsztyna), nazywanej dawniej Gietkowo.

## Jagiellońska
Do roku 1945 nosiła nazwę Wadanger-Strasse (ulica Wadąska). Po II wojnie światowej nosiła miano Staliningradzka. Obecna nazwa obowiązuje od 1956 roku.
Ulica Jagiellońska w Olsztynie jest arterią komunikacyjną miasta. Rozciąga się od skrzyżowania z aleją Wojska Polskiego do północnych granic administracyjnych miasta. Duża część ulicy Jagiellońskiej przebiega przez olsztyński Las Miejski. Droga ta jest także trasą wylotową na Barczewko i Słupy.
Nazwa ulicy upamiętnia dynastię Jagiellonów.

## Kasprowicza Jana
Do roku 1945 nazwa ulicy brzmiała Tannenberg-Straße (ulica Bitwy Tannenberskiej). Ulica znajduje się na zachodzie osiedla Wojska Polskiego. Łączy skrzyżowanie Alei Wojska Polskiego i ulicy Małeckiego, następnie zaokrągla się i łączy ze skrzyżowaniem Alei Wojska Polskiego z ulicą Żeromskiego. W pobliżu ulicy znajduje się most nad Łyną (d. most Fryderyka) oraz Las Miejski. Przy ulicy znajdują się domy mieszkalne (część sprzed 1914 roku), budynek Agencji Mienia Wojskowego oraz pod nr 4 zabytkowy budynek Koszarów Funka.
Obecna nazwa poświęcona jest Janowi Kasprowiczowi, polskiemu poecie z okresu Młodej Polski.

## Kraszewskiego Józefa Ignacego
Przed rokiem 1945 nazwa ulicy brzmiała Hassenpflug-Straße. Ulica znajduje się w południowo-wschodniej części osiedla Wojska Polskiego. Ciągnie się od ulicy Wyspiańskiego na południu do ulicy Okrzei. Przy ulicy znajdują się przede wszystkim większości domy i bloki mieszkalne.
Nazwa upamiętnia Józefa Ignacego Kraszewskiego, wybitnego polskiego pisarza.

## Małeckiego Antoniego
Do roku 1945 nazwa ulicy brzmiała Cäcilien-Straße (ulica Cecylii), a następnie Kurfürsten-Straße (ulica Elektorów). Ulica została zbudowana w latach 20. XX wieku. Znajduje się na wschodzie osiedla Wojska Polskiego. Łączy skrzyżowanie alei Wojska Polskiego oraz ulicy Kasprowicza na zachodzie ze skrzyżowaniem ulic Jagiellońskiej i Niedziałkowskiego. Przy ulicy znajdują się w większości budynki mieszkalne.
Ulica nazwana jest na cześć Antoniego Małeckiego, polskiego uczonego, historyka i dramaturga.

## Nad Jarem
Ulica znajduje się w południowo-zachodniej części osiedla Wojska Polskiego. Ulica jest ślepa. Przy ulicy znajdują się domy mieszkalne.

## Oficerska
Do roku 1945 nazwa ulicy brzmiała Schnellerweg (Szybka Droga). Ulica znajduje się na północy osiedla Wojska Polskiego. Łączy Aleję Wojska Polskiego na zachodzie (tuż przy alei Sybiraków) z ulicą Fałata na wschodzie. Przy ulicy znajdują się ogródki działkowe oraz domy mieszkalne.

## Okrzei Stefana
Do roku 1945 nazwa ulicy brzmiała Herren-Straße (ulica Pańska). Ulica znajduje się na południu osiedla Wojska Polskiego. Ulica łączy ulicę Jagiellońską na północy z ulicą Kolejową na południu. Przy ulicy znajdują się budynki mieszkalne oraz kamienice z początku XX wieku.
Nazwa ulicy upamiętnia Stefana Okrzeję, działacza niepodległościowego, straconego przez Rosjan w Cytadeli Warszawskiej w 1905 roku w wieku 19 lat.

## Parkowa
Ulica znajduje się na zachodzie osiedla Wojska Polskiego. Krótka ulica łączy Aleję Wojska Polskiego przy pętli autobusów miejskich Jakubowo i prowadzi do Regionalnego Ośrodka Kultury w Parku Jakubowskim. Przy ulicy znajduje się koniec  Szlaku Błękitnego.

## Prusa Bolesława
Do roku 1945 nazwa ulicy brzmiała Robert-Straße (ulica Roberta). Ulica znajduje się na południu osiedla Wojska Polskiego. Ulica łączy Aleję Wojska Polskiego na zachodzie z ulicą Wyspiańskiego na wschodzie. Przy ulicy znajdują się budynki mieszkalne.
Ulica została nazwana na cześć Bolesława Prusa (właśc. Aleksandra Głowackiego), polskiego pisarza i publicysty, autora Lalki.

## Puszkina Aleksandra
Do roku 1945 nazwa ulicy brzmiała Prinzen-Straße (ulica Książęca). Ulica znajduje się na wschodzie osiedla Wojska Polskiego. Ulica łączy ulicę Żeromskiego na południu i kończy się niedaleko cmentarza św. Józefa. Przy ulicy znajdują się budynki mieszkalne.
Ulica nazwana imieniem rosyjskiego poety Aleksandra Puszkina.

## Rataja Macieja
Do roku 1945 nazwa ulicy brzmiała Stärkenthaler Weg (droga Starkowska, od nazwy osiedla Starkowo, Stärkenthal) Ulica znajduje się na wschodzie osiedla Wojska Polskiego i biegnie od alei Wojska Polskiego na zachodzie do alei Sybiraków i dalej na osiedle Podleśna do ulicy Bydgoskiej. Przy ulicy znajdują się budynki mieszkalne.
Nazwa ulicy upamiętnia Macieja Rataja, polityka i działacza ludowego, marszałka Sejmu I kadencji.

## Radiowa
Pierwotna nazwa ulicy brzmiała Am Brauereiteich (Nad Browarnianym Stawem). Nazwę zmieniono na Soldauer-Straße (ulica Działdowska), którą również nosiła po 1945 roku. Na początku lat 60. XX wieku ulicę Działdowską przemianowano na Patrice'a Lumumby, a od 1 grudnia 1993 roku nosi nazwę Radiowa.
Ulica znajduje się na północy osiedla Wojska Polskiego. Ulica biegnie od Alei Wojska Polskiego i zaokrągla się w pobliżu Parku Jakubowskiego. Przy ulicy znajdują się domy mieszkalne, siedziba Polskiego Radia Olsztyn (do której nawiązuje obecna nazwa ulicy) oraz siedziba TVP Olsztyn.

## Sportowa
Ulica znajduje się na północy osiedla Wojska Polskiego. Rozpoczyna się od Alei Wojska Polskiego i prowadzi w stronę Lasu Miejskiego.

## Wojska Polskiego Aleja

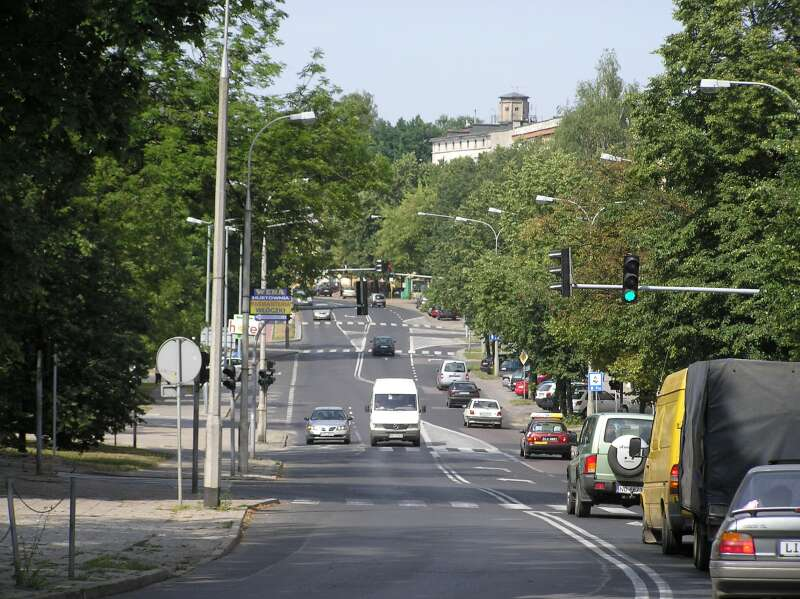
Aleja Wojska Polskiego

Niegdyś stanowiła wraz z dzisiejszą ulicą 1 Maja część traktu dobromiejskiego (Guttstadter-Chaussee, szosa dobromiejska). Po wyodrębnieniu nosiła nazwę Königstrasse (ulica Królewska). W czasach nazistowskich krótko nazywała się Adolf-Hitler-Allee (aleja Adolfa Hitlera).
Aleja Wojska Polskiego w Olsztynie jest jedną z najdłuższych ulic miasta. Rozciąga się od skrzyżowania z ulicami Partyzantów i Curie-Skłodowskiej do północnych granic administracyjnych miasta. Duża część alei Wojska Polskiego przebiega przez olsztyński Las Miejski. Część alei wchodzi w skład drogi krajowej nr 51.
Nazwa upamiętnia Wojsko Polskie.

## Wyspiańskiego Stanisława
Do roku 1945 nazwa ulicy brzmiała Frauen-Straße (ulica Kobiet). Znajduje się na południowym wschodzie osiedla Wojska Polskiego. Ulica łączy aleję Wojska Polskiego na zachodzie z ulicą Kolejową. Przy ulicy znajdują się budynki mieszkalne.
Nazwa upamiętnia Stanisława Wyspiańskiego, polskiego malarza i dramaturga okresu Młodej Polski, autora Wesela.

## Zamknięta
Ulica znajduje się na zachodzie osiedla Wojska Polskiego, w bezpośrednim połączeniu z ulicą Kasprowicza. Przy ulicy znajdują się budynki mieszkalne.

## Żeromskiego Stefana
Do roku 1945 nazwa ulicy brzmiała Zimmer-Straße (ulica Pokojowa). Znajduje się w południowo-zachodniej części osiedla Wojska Polskiego. Ulica łączy aleję Wojska Polskiego na zachodzie z ulicą Limanowskiego na południu. Przy ulicy znajdują się budynki mieszkalne oraz kamienice z początku XX wieku.
Nazwa ulicy poświęcona jest Stefanowi Żeromskiego, wybitnemu polskiemu pisarzowi okresu Młodej Polski i Dwudziestolecia.